# Halsnøy kloster

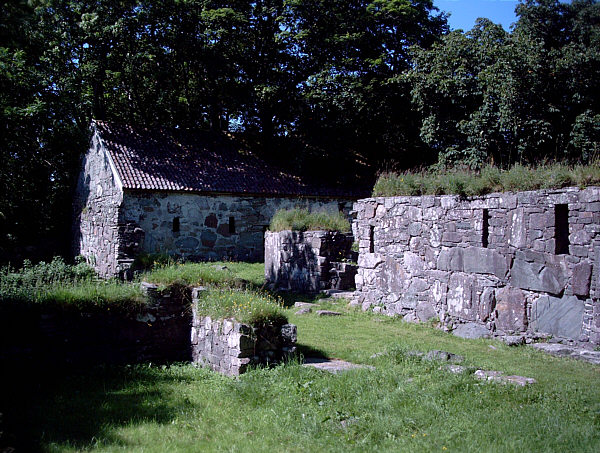
Klosterruinen på Halsnøy.

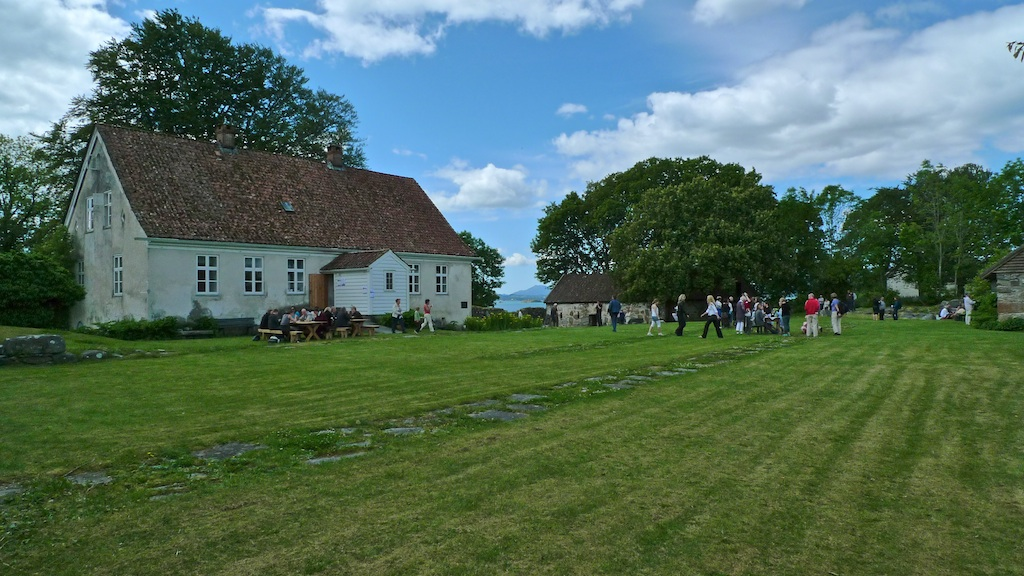
Huvudbyggnaden från 1841.

Halsnøy kloster var ett munkkloster av augustinerorden som byggdes under 1100-talet och ligger på ön Halsnøya i Kvinnherads kommun i Vestland fylke i västra Norge. 
Halsnøy kloster var ett av fem augustinerkloster som uppfördes i Norge under medeltiden. Enligt en senare källa ska klostret ha byggts år 1163 på order av Erling Skakke i samband att hans son Magnus Erlingsson skulle krönas till kung av Norge. Under årets lopp fick klostret stora jordegendomar och blev till ett av de rikaste kloster i Norge. 
Vid reformationen 1536 lades klostret ner och tillföll den danska staten. Från 1539 till 1659 administrerades Halsnøy kloster som ett län med egen länsherre. 1664 blev det en del av Bergen stiftamt och var då ett säte för den lokala fogden. Klostret köptes av kammarherren Andreas Juel 1858 och var i familjen Juel ägo fram till 1956. Runt 1840 revs resterna av den inre delen av klosterruinen på grund av löjtnant Andreas Juel planer på ett nytt våningshus som byggdes rakt över ruinen.  
År 1956 köptes klosterruinerna och hela området upp av Sunnhordland museum. Huvudbyggnaden har på senare år restaurerats och är idag i ett gott skick. Klosterstenarna ligger på sina ursprungliga platser och återspeglar hur klosteranläggningen såg ut under 1300-talet och är i ett norskt sammanhang unikt tack vare att den visar hur en klosteranläggning såg ut.